# Österreichisch-ungarische Konzession in Tientsin

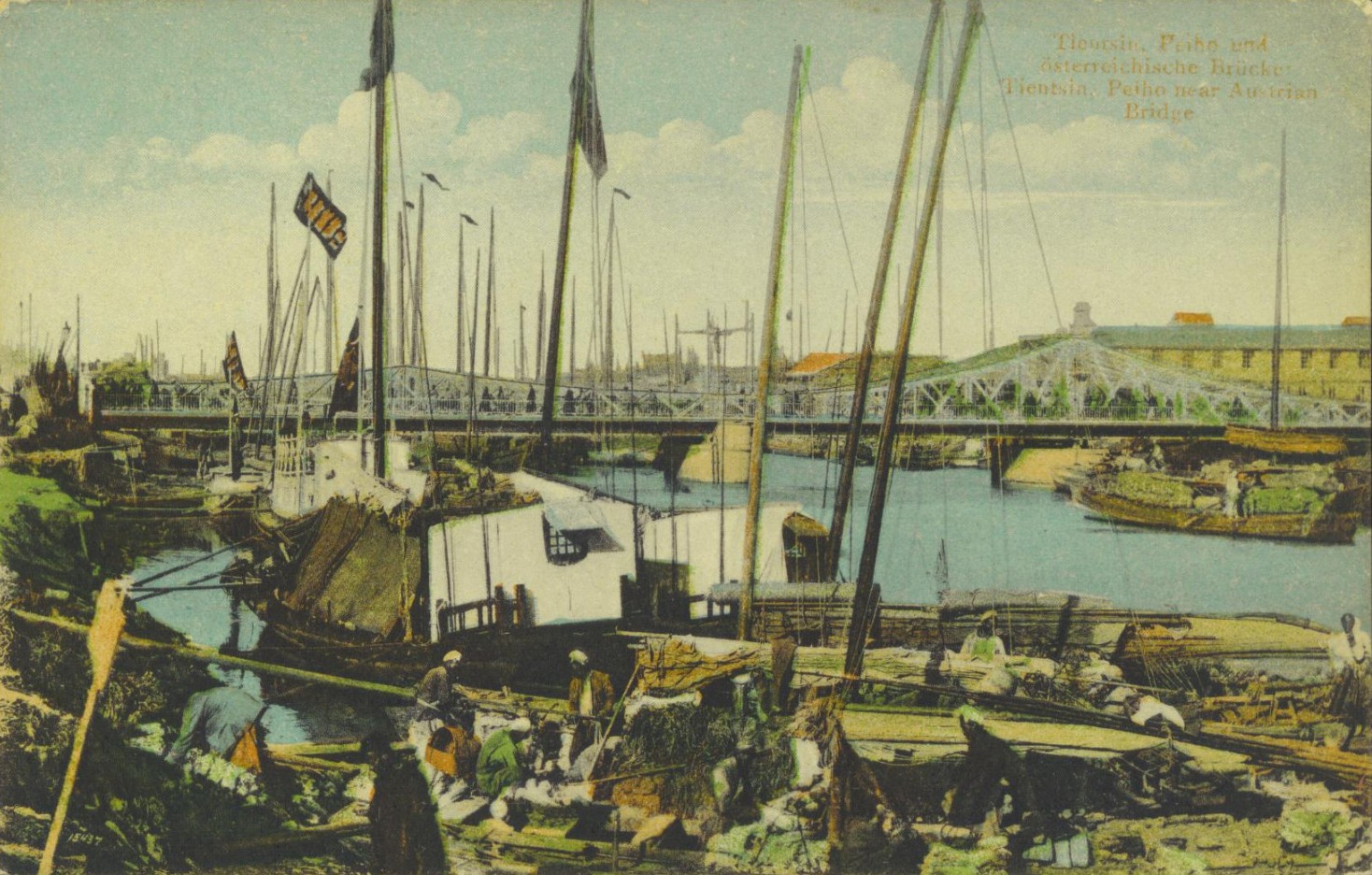
Drehbrücke im Konzessionsgebiet (1910)

Die Österreichisch-ungarische Konzession in Tientsin (auch Niederlassung bzw. Settlement genannt, ungarisch Tientsini osztrák–magyar koncesszió bzw. telepítvény) war von 1901 bis 1917 ein Pachtgebiet Österreich-Ungarns in der nordostchinesischen Hafenstadt Tianjin. Es hatte eine Fläche von etwa 0,6 km² und rund 30.000 Einwohner.
Mit der Kriegserklärung Chinas und der Besetzung des Gebiets endete die Konzession 1917. In den Pariser Vorortverträgen mussten Österreich (1919) und Ungarn (1920) das Gebiet völkerrechtlich aufgeben.

## Geschichte

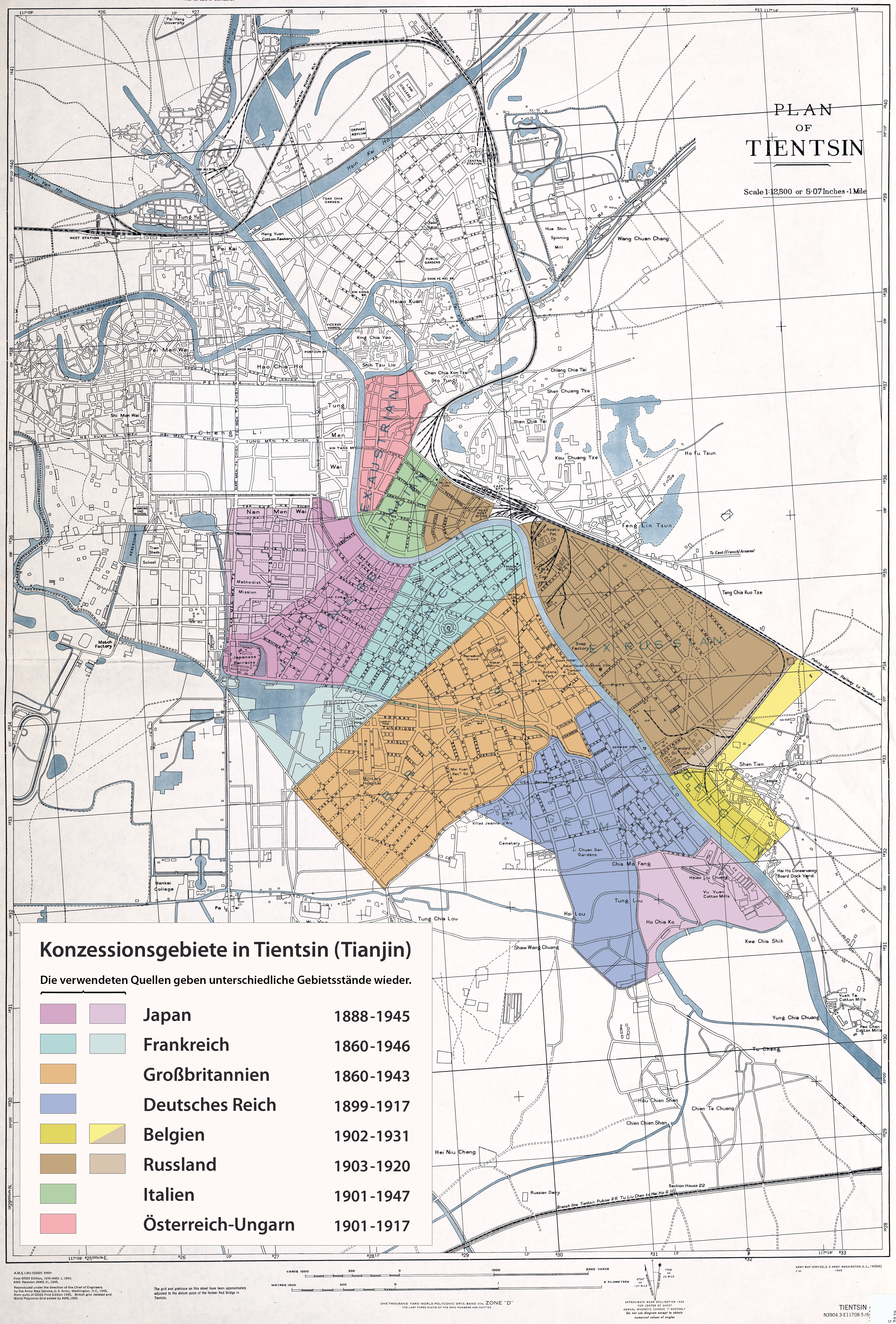
Die Konzessionsgebiete in Tientsin

Bereits seit 1860 besaßen das Vereinigte Königreich und Frankreich Konzessionen in Tientsin. Später folgten Japan und Deutschland. Mit der Niederschlagung des Boxeraufstands durch die Vereinigten acht Staaten, zu denen auch Österreich-Ungarn gehörte, bot sich 1901 die Chance ein Konzessionsgebiet zu errichten. Nachdem zuletzt auch Russland und Belgien Gebiete besetzten, um dort Pachtgebiete zu errichten, ersuchte der k.u.k. Gesandte Moritz Czikann die Regierung Österreich-Ungarns „ein hiefür recht geeignetes Terrain am linken Ufer des Peiho [Baihe] mit ungefähr 500 Meter-Flußufer, angrenzend an italienische Occupation, ziemlich nahe am Bahnhof, vis- à-vis der chinesischen City und des neuen japanischen Settlements für Österreich-Ungarn occupiren zu lassen.“ Daraufhin erteilte das k.u.k. Außenministerium, nachdem noch am selben Tag die Ministerpräsidenten Ernest von Koerber und Kálmán Széll darüber informiert wurden, schließlich am 9. Februar 1901 die Erlaubnis dazu, mit der Bedingung, dass dies in friedlicher Weise und ohne Hervorrufung akuter Komplikationen“ geschehe. Daraufhin wurde das Grundstück am 11. Februar von einem Delegierten des k.u.k. Gesandten in Besitz genommen.

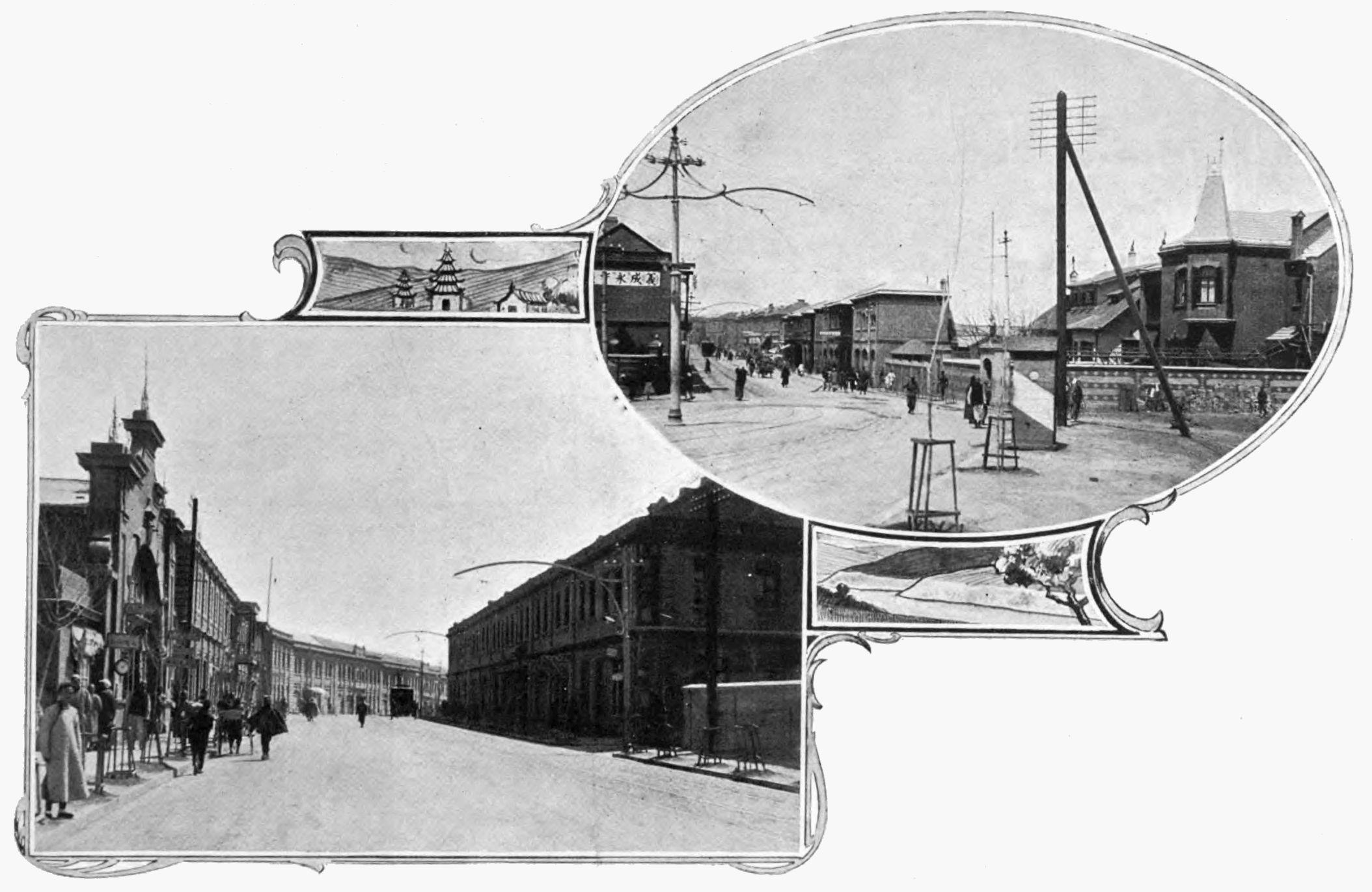
Hauptstraße mit Bauten im reduzierten Gründerzeitstil

Das Konzessionsgebiet war vergleichsweise klein und schon dicht von Einheimischen besiedelt. Seine Bahn- und Flussgrenze erschienen jedoch für Geschäfts- und Handelszwecke günstig. Dennoch hatten Politik und Wirtschaft im Mutterland wenig Interesse an dieser Konzession, da Österreich-Ungarn keine weiteren Stützpunkte besaß, und daher gegen Entgelt auf die Handelswege anderer angewiesen war. Bis 4. August 1902 wurde das Gebiet von der Provisorischen Regierung von Tientsin verwaltet, danach übernahm Konsul Karl Bernauer die Verwaltung und unterzeichnete schließlich am 27. Dezember 1902 einen Pachtvertrag mit dem chinesischen Kreisintendanten von Tientsin. Darin war festgelegt, dass das Gebiet Österreich-Ungarn auf unbegrenzte Zeit zugesprochen wurde. Grundbesitz verblieb aber in den Händen der Einheimischen. 1903 wurde mit dem Bau eines Konsulats und dem darin befindlichen Wohnsitz des Konsuls begonnen, das am 22. September 1905 eröffnet wurde. Bis dahin musste dieser sich eine Wohnung in der französischen (ab 1904 in der deutschen) Konzession mieten. Am 21. November 1906 wurde eine eiserne Drehbrücke, die in internationaler Kooperation entstand, eröffnet, welche die Konzession mit dem chinesischen Tientsin verband. Darauf verlief eine elektrische Straßenbahnlinie, die das chinesische, österreichisch-ungarische und italienische Tientsin verband. Zum weiteren Ausbau des Konzessionsgebiets wurde 1905 die Hotung Baugesellschaft (H.B.G.) gegründet. Vorzeigeprojekt derer war der Bau einer Hauptstraße, welche zwischen Drehbrücke und italienischer Konzession verlaufen sollte. Die Neue Straße (ab ca. 1906 Baron-Czikann-Straße genannt) wurde in den Folgejahren mit Gebäuden im reduzierten Gründerzeitstil ausgebaut. Daneben wurde ein Offizierskasino, ein Theater, ein Krankenhaus, ein öffentliches Bad und eine Schule erbaut. Erschwert wurde die Arbeit durch langwierige Enteignungen und Umsiedlungen. Im Herbst 1908 trat der neu gegründete Gemeinderat erstmals zusammen. Er diente als verbindendes Element zwischen der politischen Administration der Konzession und der Hotung Baugesellschaft und setzte sich aus acht vom Konsuln ernannten Mitgliedern zusammen, von denen jeweils vier aus Österreich-Ungarn und aus China waren. Im Oktober 1908 wurde mit dem Niederlassungsreglement, das auf der Gemeindeordnung von Klagenfurt basierte, eine Art gesetzliche Grundlage geschaffen. Obwohl das in drei Sprachen (deutsch, ungarisch, chinesisch) veröffentlichte Reglement beispielsweise die schrittweise Modernisierung des chinesischen Baubestands nach westlichen Standards vorsah, stagnierte die wirtschaftliche Entwicklung der Konzession ab 1909, da sie für österreichisch-ungarische Firmen unattraktiv blieb. Zudem ereignete sich am 30. August 1911 eine Flutkatastrophe, die etwa 100 Lehmhäuser zerstörte.   

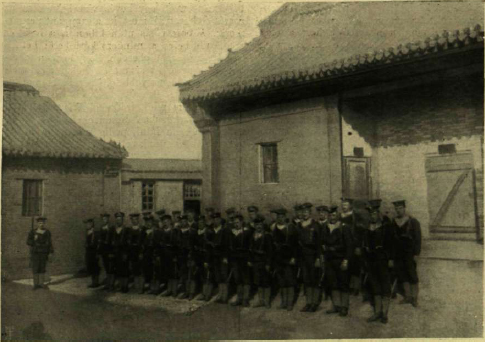
Truppen der Kriegsmarine in Tientsin

Nach Ausbruch des Ersten Weltkriegs 1914 war Österreich-Ungarns Konzession relativ isoliert. Die Stromversorgung wurde aus der belgischen Konzession, die Wasserversorgung durch ein britisches Unternehmen im chinesischen Tientsin zugesichert. Am 14. August 1917 erklärte das Kaiserreich China Österreich-Ungarn den Krieg. Noch am selben Tag wurde die Konzession gewaltfrei durch chinesische Truppen besetzt. Während dem diplomatischen Corps Freies Geleit nach Europa zugesichert wurde, fielen die Angehörigen der k.u.k Kriegsmarine und der Gemeinsamen Armee in russische Kriegsgefangenschaft und wurden in Sibirien interniert. Nach Ende des Ersten Weltkriegs verzichteten Österreich im Vertrag von Saint-Germain (Artikel 113 bis 117) am 10. September 1919, und Ungarn im Vertrag von Trianon (Artikel 97 bis 101) am 4. Juni 1920 auf das Konzessionsgebiet. Die Konsulatsgebäude wurden 1923 verkauft.